# Så vid som havets vida famn
Så vid som havets vida famn är en psalm med text skriven 1965 av Ewert Amnefors och musik skriven 1888 av Hubert Parry. Texten bygger på Psaltaren 103:8-12. Texten bearbetades 1985.

## Publicerad i
- Herren Lever 1977 som nummer 899 under rubriken "Att leva av tro - Skuld - förlåtelse".[1]
- Psalmer och Sånger 1987 som nummer 612 under rubriken "Att leva av tro - Skuld - förlåtelse".[3]
- Segertoner 1988 som nummer 536 under rubriken "Att leva av tro - Skuld - förlåtelse -rening".[2]